# قصبه لحرار
قصبه لحرار (به عربی: قصبة لحرار) یک منطقهٔ مسکونی در الجزایر است که در ناحیه فنوغیل واقع شده‌است.